# Braka
Braka är en ö i Stockholms skärgård som ligger i Nämdö socken och Värmdö kommun. Braka och omkringliggande öar ingår i Bullerö naturreservat och torpet på södra delen av ön kallas Skogavik. 

## Etymologi
Ortnamn innehållande brak är inte ovanliga i Stockholms skärgård och har tolkats som "vass och rör med jord och rötter hopgyttrade som ligger och flyter, bra att lägga mjärden inunder". Grunda och vassrika vikar finns i Norrfladen (norra delen av det sund som förr skilde Braka från Skoga), i Kitteln (den stora viken i öster som är en god naturhamn) och vid Stenstötarna i söder. Efterledet stöt avser en fiskeplats där man fiskade med så kallad bonot som drogs mellan två båtar.

## Historia
Braka har genom landhöjningen vuxit samman med Braka Björkskär i nordost och Skoga i sydost. På Skoga ligger det lilla torpet Skogavik som hade en fast fiskarbefolkning omkring förra sekelskiftet och in på 1930-talet. Familjen som bodde där hette Jansson. När pappan gick ner sig på isen och drunknade flyttade de övriga. Det gamla boningshuset står kvar och ägs idag av staten och förvaltas av Länsstyrelsen i Stockholms län och hyrs ut till allmänheten.  För båtfolk och turister finns det tillgång till sopmajor på Braka och det närliggande Skogsskär vars norra vik utgör en god naturhamn.

## Fotnoter
1. ↑  Axell, Åke (1993). På kryss bland skärgårdsnamn. Stockholm: Förlaget Jukudden. sid. 58. ISBN 91-7328-882-9
2. ↑  Stahre, Nils Gustaf (2011). Ortnamn i Stockholms skärgård. sid. 134. ISBN 978-91-7126-224-0
3. ↑  Källgård, Anders (2005). Sveriges öar. Kristianstad: Carlsson Bokförlag. sid. 345. ISBN 91-7203-465-3
4. ↑  ”Skogavik”. Bullerö Naturreservat. 1 juli 2015. http://bullero.se/sv/torpen/skogavik/. Läst 9 oktober 2019.